# Euxoa antica
Euxoa antica är en fjärilsart som beskrevs av Lafontaine 1974. Euxoa antica ingår i släktet Euxoa och familjen nattflyn. Inga underarter finns listade i Catalogue of Life.